# 神埼市立脊振中学校
神埼市立脊振中学校（かんざきしりつ せふりちゅうがっこう）は、佐賀県神埼市脊振町広滝にある市立の中学校。

## 概要
歴史
1947年（昭和22年）の学制改革で新制中学校として創立。現校名になったのは2006年（平成18年）。2022年（令和4年）に創立75周年を迎えた。
校訓
「和気　立志　報恩」
校章
中央に「中」の文字配している。
校歌
作詞は服巻紫浪、作曲は伊藤英一による。歌詞は3番まであり、1番の歌詞中に校名の「脊振」が登場する。
校区
「神埼市背振町全域」。小学校区は神埼市立脊振小学校。

## 沿革
- 1947年（昭和22年）
  - 4月1日 - 学制改革が行われる。
    - 脊振村国民学校初等科が新制小学校「脊振村立脊振小学校」に改組・改称。
    - 脊振村国民学校高等科が青年学校普通科とともに、新制中学校「脊振村立脊振中学校」に改組。小学校に併設。

  - 5月3日 - 中学校開校式を挙行。小学校校舎の一部を中学校校舎として充当。
- 1950年（昭和25年）5月 - 木造新校舎（第一期工事）が完成。
- 1951年（昭和26年）5月	- 木造新校舎（第二期工事）が完成。
- 1952年（昭和27年）4月	- 青少年赤十字（JRC）に加盟。
- 1955年（昭和30年）6月	- 運動場を拡張。
- 1957年（昭和32年）9月	- 特別教室が完成。
- 1960年（昭和35年）9月	- 給食室が完成。
- 1962年（昭和37年）8月 - 技術・家庭室と普通教室（2教室）が完成。
- 1966年（昭和41年）11月 - 体育館が完成。
- 1989年（平成元年）
  - 3月 - 校舎を改築。
  - 4月 - 校訓を制定。
  - 10月	- 山西大学附属中学校（中華人民共和国）と姉妹校を締結。
- 1991年（平成3年）9月 - 台風により、体育館の屋根が全壊。
- 1992年（平成4年）
  - 3月 - 体育館の修復が完了。
  - 8月 - 山西大学附属中学校への訪問を開始。
- 1993年（平成5年）5月 - 山西大学附属中学校からの来校が開始。
- 1995年（平成7年）9月 - スクールバスの運行を開始。
- 2006年（平成18年）3月20日 - 町村合併により、「神埼市立脊振中学校」（現校名）に改称。
- 2014年（平成26年）4月	- 武道館が完成。
- 2015年（平成27年）9月	- 校舎の改修を完了。
- 2020年（令和2年）4月 - 小規模特認校制度[2]を導入。
- 2023年（令和5年）10月 - 神埼市の友好姉妹都市であるボークール市（フランス）代表者が来校。

## 交通
最寄りの鉄道駅
- JR九州 長崎本線「神埼駅」

最寄りのバス停留所
- 三瀬神埼線 「広滝」停留所

最寄りの幹線道路
- 佐賀県道305号脊振山公園線
- 佐賀県道21号三瀬神埼線
- 佐賀県道209号広滝大和富士線

## 周辺
- 神埼市立せふり保育園
- 神埼市役所 脊振交流センター・脊振支所 （旧・脊振村役場）
- 神埼市立脊振小学校
- 神埼警察署脊振警察官駐在所
- 神埼市脊振公民館
- 脊振郵便局
- JAさが脊振出張所・神埼地区北部営農センター
- 脊振町高齢者生活福祉センター
- 背振勤労者体育館
- 城原川